# Goryczak żółciowy

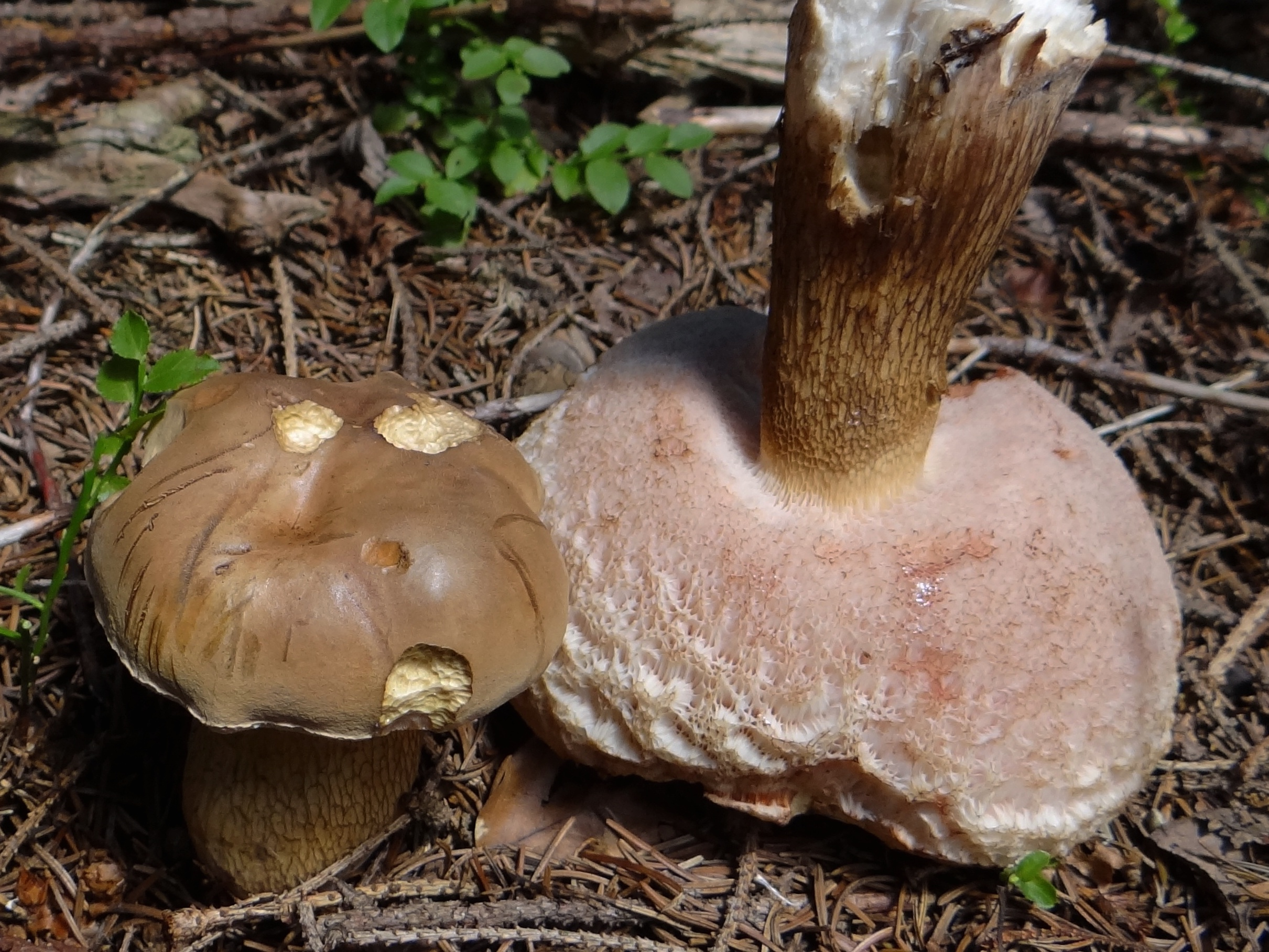
U starszych okazów różowawe rurki łatwo pozwalają odróżnić goryczaka od borowików i kozaków

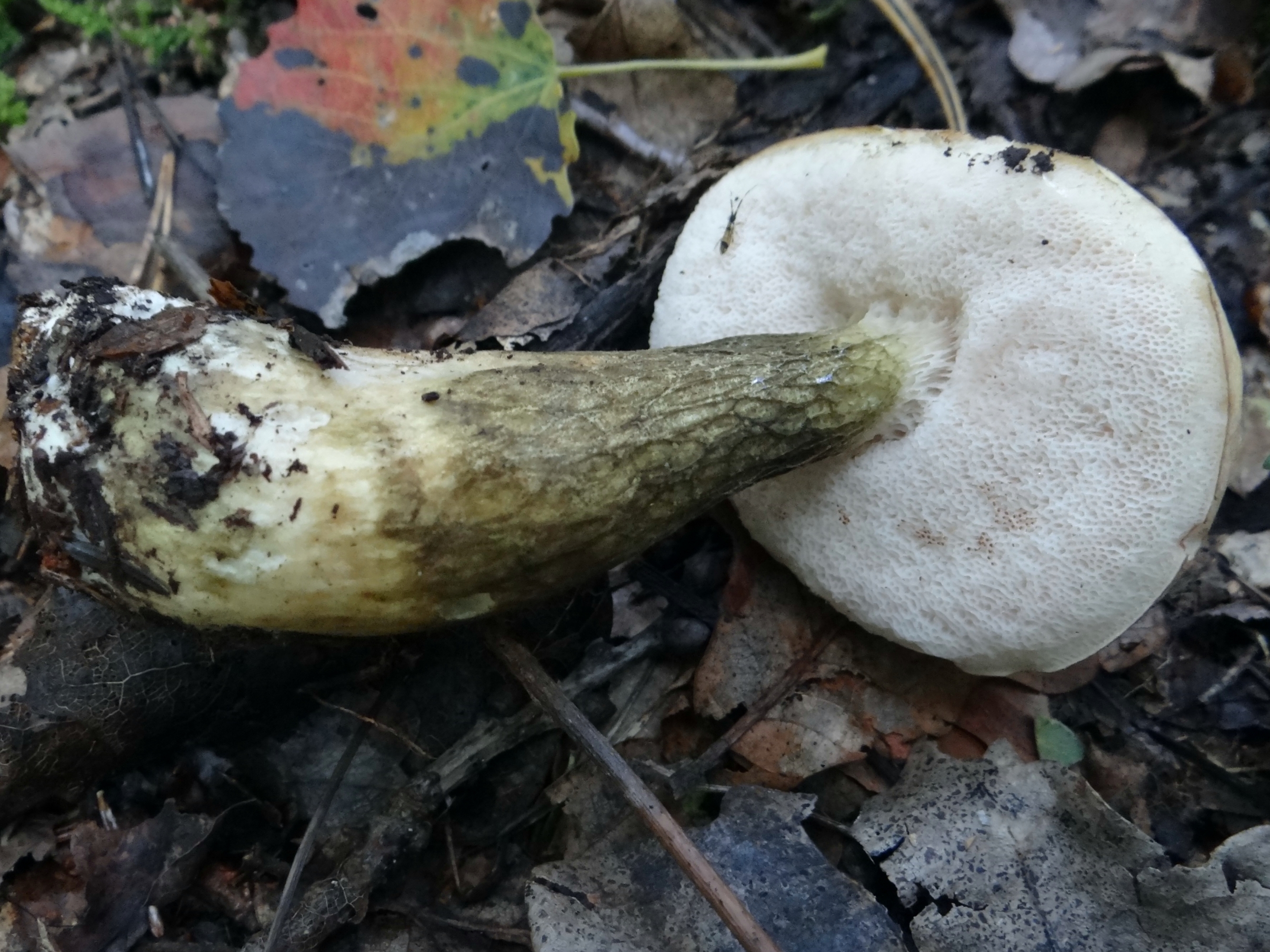
Młody owocnik o niemal białym hymenoforze

Goryczak żółciowy (Tylopilus felleus (Bull.) P. Karst.) – gatunek grzybów z rodziny borowikowatych (Boletaceae).

## Systematyka i nazewnictwo
Pozycja w klasyfikacji według Index Fungorum: Tylopilus, Boletaceae, Boletales, Agaricomycetidae, Agaricomycetes, Agaricomycotina, Basidiomycota, Fungi.
Po raz pierwszy takson ten zdiagnozował w 1788 r. Jean Baptiste François Pierre Bulliard nadając mu nazwę Boletus felleus. Obecną, uznaną przez Index Fungorum nazwę nadał w 1881 Petter Adolf Karsten.
Niektóre synonimy:

- Boletus alutarius Fr. 1815
- Boletus alutarius Rostk. 1844
- Boletus felleus Bull. 1788
- Boletus felleus var. minor Coker & Beers 1943
- Tylopilus alutarius (Fr.) Henn. 1898
- Tylopilus felleus var. alutarius (Fr.) P. Karst. 1882
- Tylopilus felleus (Bull.) P. Karst. 1881 var. felleus
- Tylopilus felleus var. minor (Coker & Beers) Pilát & Dermek 1974
- Tylopilus felleus var. uliginosus A.H. Sm. & Thiers 1971

Nazwę polską nadała Alina Skirgiełło w 1960 r. W polskim piśmiennictwie mykologicznym gatunek ten opisywany był też pod nazwami: goryczak, grzybek gorzki, podgrzybek gorzki, zajączek gorzki. Inne nazwy potoczne to: borowik żółciowy, grzyb cierpki, mięsogłów żółciowy, zajączek żółciowy.
Potocznie najczęściej używana jest dla tego grzyba nazwa szatan, jednak tyczy się ona rzadkiego w Polsce trującego borowika szatańskiego. Ta zbieżność bierze się najprawdopodobniej z niewiedzy i niedoświadczeni grzybiarze biorą te grzyby za ten sam gatunek, co jest błędem.

## Morfologia
Kapelusz
Średnica dochodzi na ogół do 12 cm, u młodych egzemplarzy półkolisty, potem wypukły, do rozpostartego u starszych. Powierzchnia najpierw omszona, zamszowata, następnie gładka. Barwa od jasnobrązowej do cielistobrązowej.
Rurki
Długie, o porach wychodzących poza brzeg kapelusza. U młodych okazów są białe, później bladoróżowe, uszkodzone przybierają barwę brudno winną. Łatwo dają się oddzielić od miąższu.
Trzon
Grubość 2–4 cm, wysokość do 14 cm. Pełny, u młodych okazów beczułkowaty, u starszych maczugowaty, jaśniejszy od kapelusza, pokryty wyraźną, brunatną siateczką o szerokich oczkach.
Miąższ
Biały, elastyczny, po uszkodzeniu nie zmienia barwy. Za młodu twardy, u starszych egzemplarzy gąbczasty. Ma przyjemny zapach, ale jest bardzo gorzki.
Wysyp zarodników
Różowy. Zarodniki wrzecionowate lub elipsoidalne, o rozmiarach 10–15 × 4–6 μm.
Gatunki podobne
Dość często młode egzemplarze bywają mylone z borowikiem szlachetnym (Boletus edulis) lub koźlarzem babką (Leccinum scabrum). Prostym sposobem na odróżnienie tych gatunków jest dotknięcie językiem odłamanego fragmentu kapelusza. Smak żółci nie pozostawia wątpliwości, że jest to goryczak żółciowy. Starsze okazy goryczaka jeszcze łatwiej można odróżnić po różowawych porach.

## Występowanie i siedlisko
Występuje w Ameryce Północnej, Europie i Azji (w tej ostatniej opisano jego występowanie tylko w Japonii i Korei). W niektórych rejonach występuje dość licznie.
Rośnie na ziemi, czasami także na pniach i pniakach, jego grzybnia bowiem może rozwijać się również na butwiejącym drewnie. Owocniki wytwarza od czerwca do końca października w lasach iglastych, lubi kwaśne gleby. Tworzy mikoryzę z sosną.

## Znaczenie
Naziemny grzyb mykoryzowy. Grzyb niejadalny z powodu gorzkiego smaku a nawet lekko trujący. Nawet niewielki fragment goryczaka żółciowego skutecznie psuje smak potrawy. Próbowano pozbawić goryczaka żółciowego jego przykrego smaku różnymi sposobami, np. kilkukrotnym gotowaniem za każdym razem w świeżej wodzie, czy przez długie gotowanie w słonej wodzie, jednak próby te nie dały dobrych rezultatów, dlatego jako grzyb niejadalny nie przedstawia żadnej wartości gospodarczej.